# 송파여성축구장
송파여성축구장(松坡女性蹴球場, Songpa Women's Football Field)은 대한민국 서울특별시에 있는 스포츠 시설이다. 인조잔디 필드가 갖춰진 경기장이며, 1998년에 준공되었다. 

## 참고 문헌
- “송파여성축구장”. 송파구시설관리공단.
- 송파구청. “송파여성축구장”.
- 《2023 전국 공공체육시설 현황 (2022년 12월말 기준)》. 대한민국 문화체육관광부. 2024.